# Raveniola fedotovi
Raveniola fedotovi är en spindelart som först beskrevs av Dmitry Evstratievich Kharitonov 1946.  Raveniola fedotovi ingår i släktet Raveniola och familjen Nemesiidae. Inga underarter finns listade i Catalogue of Life.